# Ricardo Ezzati Andrello
Ricardo Ezzati Andrello, S.D.B. (Campiglia dei Berici, 7 de janeiro de 1942) é um cardeal ítalo-chileno, arcebispo emérito de Santiago do Chile.

## Biografia
Sua educação básica foi na escola comum de sua cidade natal, seus estudos secundários foram na escola Salesiana de Penango, Asti e em 1959, ele chegou e entrou na Congregação de São João Bosco de São Francisco de Sales (Salesianos), no noviciado de Quilpué, em 31 de janeiro de 1961, ele emitiu a primeira profissão religiosa, em seguida, estudou filosofia e pedagogia no Instituto salesiano afiliado à Pontifícia Universidade Católica de Valparaíso. Entre 1964-1966, lecionou na Liceo Camilo Ortúzar Montt, em Santiago e depois, estudou teologia na Pontifícia Universidade Salesiana em Roma, onde obteve uma licenciatura em sagrada teologia. Mais tarde, depois de sua ordenação, ele estudou no Institut de Pastorale Catéchetique, em Estrasburgo, na França, onde obteve o grau de mestre em ciência religiosa. Ele também obteve o título de Professor de Estado en Religión y Filosofía pela Pontifícia Universidade Católica de Valparaíso. Em 30 de dezembro de 1966 ele assumiu a profissão perpétua, ele pertencia à província salesiana do Chile.
Foi ordenado padre em 18 de março de 1970. Entre 1971 e 1972, foi responsável da pastoral do Instituto Salesiano de Valdivia. De 1973 a 1977, ele foi superior da comunidade salesiana e reitor da escola salesiana em Concepción. Em 1978, ele voltou a Santiago, onde permaneceu até 1983. Durante esse tempo, ele foi diretor do seminário maior de sua congregação, conselheiro provincial, professor de pastoral fundamental na Faculdade de Teologia da Pontifícia Universidade Católica do Chile, membro e diretor do Centro de Estudios y Experiencias Catequísticas (PECO). Em 1984, ele participou do Capítulo Geral da sua congregação e foi nomeado inspetor provincial dos salesianos no Chile e, como tal, foi eleito vice-presidente da Conferência dos Superiores Maiores dos Religiosos e Religiosas do Chile (CONFERRE). Em 1990, ele participou pela segunda vez no capítulo geral da congregação, e seu mandato como superior provincial, em 1991, ele foi chamado ao Vaticano para colaborar com Dom Francisco Javier Errázuriz Ossa, dos Padres da Schöntatt, secretário da Congregação para os Institutos de Vida Consagrada e Sociedades de Vida Apostólica.
Eleito bispo de Valdivia, em 28 de junho de 1996, foi consagrado em 8 de setembro de 1996, pelo Cardeal Carlos Oviedo Cavada, O. de M. , arcebispo de Santiago de Chile, assistido por Sergio Contreras Otoniel Navia, bispo de Temuco, e por Francisco Javier Errázuriz Ossa, dos Padres da Schöntatt, bispo de Valparaíso. Assistiu à Assembléia Especial para a América do Sínodo dos Bispos, na Cidade do Vaticano, entre 16 de novembro e 12 de dezembro de 1997. Em 10 de julho de 2001, ele foi transferido para a sé titular de La Imperial e tornou-se bispo-auxiliar de Santiago e administrador apostólico de Valdivia, ele ocupou o cargo até 8 de dezembro, quando Sergio Contreras Navia, bispo emérito de Temuco, assumiu a administração. Em Santiago, foi também vigário geral da arquidiocese.
Em 24 de abril de 2006, a presidente Michelle Bachelet, a pedido do Congresso Nacional, promulgou a Lei n.º 20.100, que lhe concedeu a cidadania chilena pela graça especial. Promovido à Sé metropolitana de Concepción em 27 de dezembro de 2006, tomou posse da Sé em 11 de março de 2007, sucedendo Dom Antonio Moreno, que renunciou por motivos de saúde. Participou da V Conferência Geral do Episcopado Latino-Americano, realizada em Aparecida, de 13 a 31 de maio de 2007. Recebeu o pálio do Papa Bento XVI na Basílica de São Pedro em 29 de junho de 2007. Participou da V Conferência Geral do Episcopado Latino-Americano e do Caribe (CELAM) celebrada em Aparecida, Brasil, em 2007. Entre 2009 e 2010, ele foi um dos cinco bispos encarregados da visita apostólica à Legião de Cristo. Em novembro de 2010, ele foi eleito presidente da Conferência Episcopal do Chile por um triênio e reeleito para um triênio em 7 de novembro de 2013. Promovido à Sé metropolitana de Santiago em 15 de dezembro de 2010. Administrador diocesano da Sé de Concepción até que seu sucessor tomasse posse. Tomou posse da arquidiocese de Santiago em 15 de janeiro de 2011 e recebeu o pálio do Papa Bento XVI em 29 de junho de 2011, na Basílica de São Pedro. Nomeado membro da Congregação para a Educação Católica em 30 de novembro de 2013.

## Cardinalato

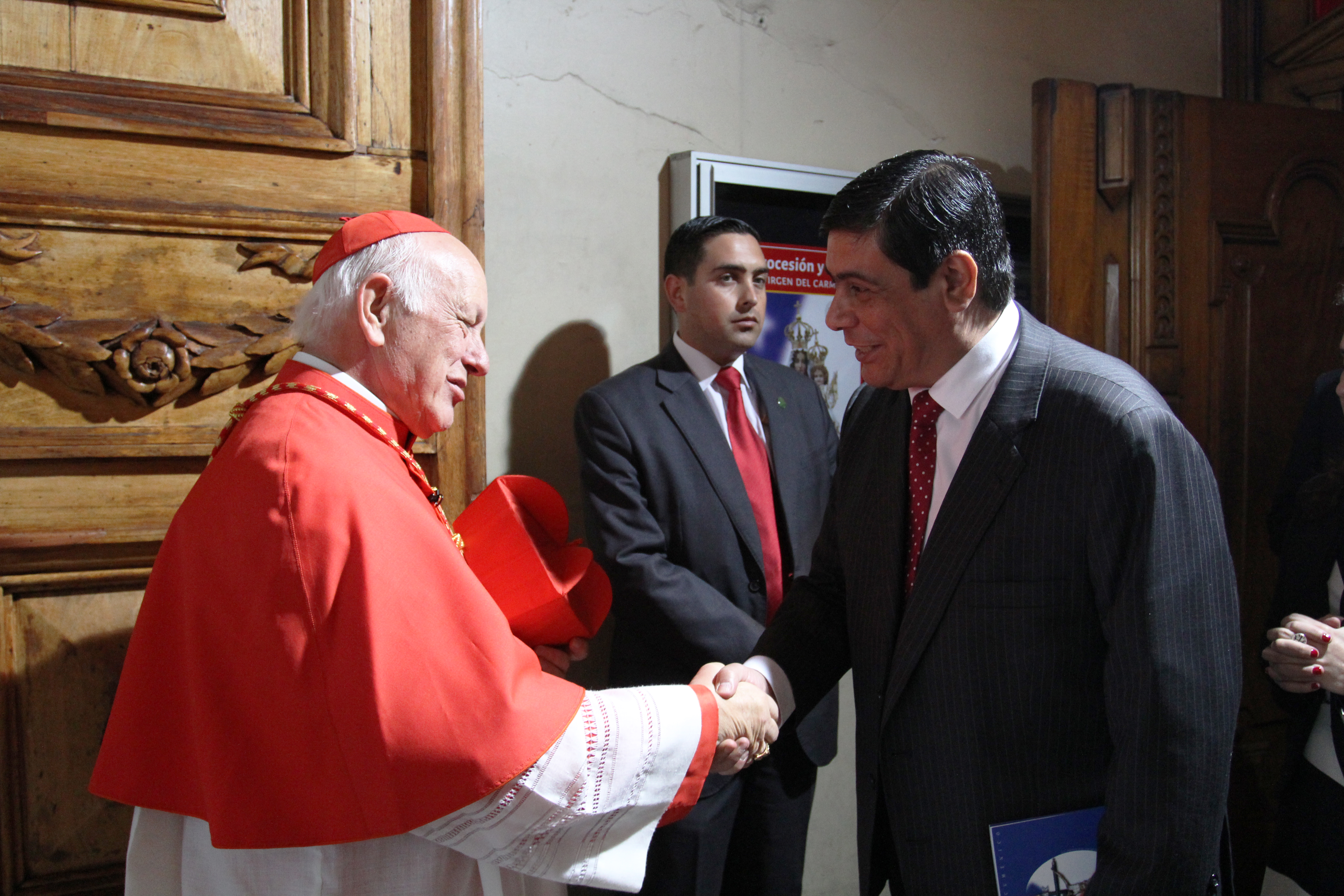
O ministro chileno Víctor Osorio cumprimenta o cardeal Ricardo Ezzati

Em 12 de janeiro de 2014, foi anunciada a nomeação de Dom Ricardo Andrello como cardeal, investidura que foi efetivada no primeiro consistório ordinário do Papa Francisco em 22 de fevereiro de 2014. Recebeu o título de cardeal-presbítero de Santíssimo Redentor em Val Melaina.
Participou da 14.ª Assembleia Geral Ordinária do Sínodo dos Bispos, que teve lugar no Vaticano de 4 a 25 de outubro de 2015 sobre o tema "A vocação e a missão da família na Igreja e no mundo contemporâneo". O cardeal informou o clero da Arquidiocese de Santiago, em carta datada de 19 de janeiro de 2017, que o Papa Francisco lhe pediu para continuar indefinidamente no cargo depois de ter completado setenta e cinco anos anos naquele mês. Em 17 de junho de 2017, o papa o nomeou enviado papal especial para a celebração do centenário do nascimento do beato arcebispo Óscar Arnulfo Romero y Galdámez, em programa em San Salvador, em 15 de agosto de 2017.
Em 23 de março 2019, o Papa Francisco aceitou sua renúncia do governo pastoral de Santiago do Chile.